# Volmerange-lès-Boulay
Volmerange-lès-Boulay är en kommun i departementet Moselle i regionen Grand Est (tidigare regionen Lorraine) i nordöstra Frankrike. Kommunen ligger i kantonen Boulay-Moselle som tillhör arrondissementet Boulay-Moselle. År 2022 hade Volmerange-lès-Boulay 553 invånare.

## Befolkningsutveckling
Antalet invånare i kommunen Volmerange-lès-Boulay
| Referens: INSEE |